# Hypogrammodes confusa
Hypogrammodes confusa là một loài bướm đêm trong họ Noctuidae.